# Cultura de Jarmo
La cultura de Jarmo está definida por una serie de rasgos comunes en los hallazgos arqueológicos encontrados en la zona de la alta Mesopotamia, especialmente en el yacimiento de Jarmo, en el actual Kurdistán irakí. Los primeros restos pertenecen al 6500 a. C. Según la escuela de Lyon pertenece a los períodos 4 y 5 de la historia del Oriente Próximo (años 6600-6000 a. C.).
Comenzó siendo un pequeño poblado que a base de sucesivas reconstrucciones sobre el mismo lugar se fue elevando artificialmente. Se datan unos 16 niveles de ocupación, con alrededor de 20 casas pareadas de bases de rocas rectangulares, paredes de Tauf y techo de juncos. Este tipo de asentamiento, que se eleva sobre sí mismo en periódicas reconstrucciones, dará lugar a los tell, un establecimiento típico de este país, aunque se ve en otros lugares. En Jarmo se comprueba el alto desarrollo de la agricultura: trigo, cebada, guisantes, lentejas, etc., a pesar de ser una área no regable; y de la ganadería: cabras, ovejas, perros. La industria lítica era muy floreciente; trataban la obsidiana. También se han encontrado estatuillas zoomorfas. Los enterramientos se hacían fuera del poblado.

## Datos
La importancia de Jarmo es que de esta ciudad se tienen los primeros indicios del paso del Paleolítico al Neolítico, es decir, se encontraron por primera vez restos del desarrollo de la agricultura y de la ganadería en este período.